# Eriolaena candollei
Eriolaena candollei är en malvaväxtart som beskrevs av Nathaniel Wallich. Eriolaena candollei ingår i släktet Eriolaena och familjen malvaväxter. Inga underarter finns listade i Catalogue of Life.